# ASVEL Lyon-Villeurbanne
ASVEL Lyon-Villeurbanne – francuski zawodowy klub koszykarski z siedzibą w Villeurbanne, w obrębie zespołu miejskiego Lyonu. Klub powstał w 1948 roku w wyniku połączenia AS Villeurbanne i Eveil Lyon, co było przyczyną do powstania nazwy nowo utworzonego klubu: ASVEL, gdzie ASV i EL to skróty obu łączących się drużyn.
W klubie tym grało kilka znanych postaci koszykówki. Byli to Alan Digbeu (1991-99), Laurent Pluvy (1992-2001), Jim Bilba (1996-2001), Moustapha Sonko (1998-00), Yann Bonato (2000-03), Nikola Vujcić (2001-02), Laurent Sciarra (2000-01) czy Laurent Foirest (2006-do dziś). W sezonie 2001/02 trenerem był Bogdan Tanjević.
Obecnie prezydentem klubu jest były francuski tenisista stołowy - Gilles Moretton. 3 lutego 2009 roku wiceprezydentem został inna znana postać we Francji, Tony Parker. Koszykarz San Antonio Spurs postanowił wykupić 10% udziałów w klubie, by 15 czerwca pozyskać kolejne dziesięć. Umowa jest tak skonstruowana, że jeżeli Parker po zakończeniu sportowej kariery zechce zostać prezydentem klubu otrzyma jeszcze 20% udziałów.
Parker wcześniej negocjował ze swoim byłym klubem, Racingiem Paryż, ale władze odmówiły współpracy. Namówić koszykarza starały się także sportowe ośrodki z Rouen i Lille, ale zdaniem Parkera tylko z ASVEL można zrobić jeden z najlepszych klubów w Europie, który obecnie jest najlepiej zorganizowanym klubem w kraju.

## Sukcesy
- 17-krotny mistrz Francji w latach 1949-50, 1952, 1955-57, 1964, 1966, 1968-69, 1971-72, 1975, 1977, 1981, 2002, 2009
- 8-krotny zdobywca Pucharu Francji w latach 1953, 1957, 1965, 1967, 1976, 1978, 1985-86, 1996-97, 1999-01, 2003
- 14-krotny finalista mistrzostw Francji w latach 1954, 1959, 1965, 1967, 1976, 1978, 1985-86, 1996-97, 1999-01, 2003
- 2-krotny półfinalista Pucharu Koracza w latach 1974 i 1996
- fnalista Pucharu Saporty w 1983 roku
- Final Four Euroligi w 1997 roku

## Mecze z polskimi zespołami
Mazowszanka Pruszków → W ramach Pucharu Europy (późniejsza Euroliga) w sezonie 1997/98 ASVEL spotkał się z Mazowszanką Pruszków w rozgrywkach grupowych.
- 16 września 1997 roku, Villeurbanne – ASVEL wygrywa 83:65[1]
- 4 listopada 1997 roku, Pruszków – Mazowszanka wygrywa 80:64[2]

Zepter Idea Śląsk Wrocław →
W ramach Euroligi (jeszcze jako Suproligi, przed połączeniem się z Pucharem Saporty) w sezonie 2000/01 ASVEL spotkał się z Zepterem Ideą Śląskiem w rozgrywkach grupowych.
- 19 października 2000 roku, Villeurbanne – ASVEL wygrywa 74:70[3]
- 11 stycznia 2001 roku, Hala Ludowa – Śląsk wygrywa 79:68[4]

Idea Śląsk Wrocław →
W ramach Euroligi w sezonie 2003/04 ASVEL spotkał się z Ideą Śląskiem w rozgrykach grupowych.
- 20 listopada 2003 roku, Villeurbanne – Śląsk wygrywa 77:65[5]
- 22 stycznia 2004 roku, Hala Ludowa – Śląsk wygrywa 84:75[6]